# Manoir de la Ville Beuve
Le manoir de la Ville Beuve est un édifice situé à Guégon en France.

## Localisation
Le manoir est situé sur le territoire de la commune de Guégon, au lieu-dit la Ville Beuve, dans le département du Morbihan en région Bretagne.

## Description
Le manoir date du XVIIe siècle, édifice à un étage carré, élévation à travées, construit en moellons sans chaîne en pierre de taille de granite et de schiste. Toiture à longs pans couverte d'ardoises, croupe. Escalier dans-œuvre.

## Historique
Manoir mentionné en 1427 comme métairie, en 1536 comme manoir aux d'Avaugour, construction du XVIIe siècle, la cour et le moulin à vent sont détruits.
Il est inscrit à l'inventaire général du patrimoine culturel en 1987.